# Härryda
Härryda – miejscowość (tätort) w Szwecji, w regionie administracyjnym (län) Västra Götaland, w gminie Härryda.
Według danych Szwedzkiego Urzędu Statystycznego liczba ludności wyniosła: 1146 (31 grudnia 2015), 1170 (31 grudnia 2018) i 1183 (31 grudnia 2019).